# Valeri Gazzaev
Ne doit pas être confondu avec Iouri Gazzaïev.
 (mai 2023).
Valeri Gueorguiévitch Gazzaev (Russe : Валерий Георгиевич Газзаев), né le 7 août 1954 à Vladikavkaz (Russie), est un entraîneur de football et ancien footballeur russe.

## Biographie
Gazzaev a évolué durant sa carrière de joueur au poste d'attaquant dans les clubs suivants : Spartak Ordzhonikidze, SKA Rostov, Lokomotiv Moscou, Dynamo Moscou et Dinamo Tbilissi. En parallèle, il remporte avec l'équipe nationale d'URSS espoirs le championnat d'Europe en 1976 et participe aux Jeux olympiques d'été de 1980 où avec sa sélection il remporte la médaille de bronze.
En club, il remporte la Coupe Soviétique avec le Dynamo Moscou en 1984. Durant sa carrière, il a inscrit 89 buts en 283 matchs en championnat d'URSS (Soviet Top League).
Après avoir mis un terme à sa carrière de footballeur, il se tourne vers le métier d'entraîneur. Il s'occupe tout d'abord des sélections des jeunes du Dynamo Moscou avant de s'engager dans des clubs professionnels. Son premier grand succès est d'apporter le premier et seul titre de championnat de Russie à l'Alania Vladikavkaz en 1995, puis c'est avec le CSKA Moscou qu'il complète son palmarès dans les années 2000 : trois championnats de Russie (2003, 2005 et 2006), quatre coupes de Russie (2002, 2005, 2006 et 2008), enfin il permet au CSKA de devenir le premier club russe à être victorieux dans une compétition européenne en remportant en 2005 la Coupe de l'UEFA.
Il démissionne du CSKA à la fin de la saison 2008, son dernier match a été en Coupe UEFA contre l'AS Nancy-Lorraine et il termine bien car ils gagnent 4 à 3. Il termine ainsi de la plus belle des manières car son équipe a remporté tous les matchs du groupe.
Le 25 mai 2009, il prend en main le Dynamo Kiev. Il démissionne un an et demi plus tard, le 1er octobre 2010, après un début de saison raté et des performances contestées en Ligue Europa.

## Statistiques

### Statistiques de joueur
| Saison                | Club                  | Championnat           | Championnat | Championnat | Coupe(s) nationale(s) | Coupe(s) nationale(s) | Compétition(s) continentale(s) | Compétition(s) continentale(s) | Compétition(s) continentale(s) | Total | Total |
| Saison                | Club                  | Division              | M.          | B.          | M.                    | B.                    | Comp.                          | M.                             | B.                             | M.    | B.    |
| 1971                  | Spartak Ordjonikidzé  | D2                    | 1           | 0           | -                     | -                     | -                              | -                              | -                              | 1     | 0     |
| 1972                  | Spartak Ordjonikidzé  | D2                    | 20          | 3           | -                     | -                     | -                              | -                              | -                              | 20    | 3     |
| 1973                  | Spartak Ordjonikidzé  | D2                    | 32          | 6           | 1                     | 0                     | -                              | -                              | -                              | 33    | 6     |
| Sous-total            | Sous-total            | Sous-total            | 53          | 9           | 1                     | 0                     | -                              | -                              | -                              | 54    | 9     |
| 1974                  | SKA Rostov            | D2                    | 12          | 1           | 1                     | 0                     | -                              | -                              | -                              | 13    | 1     |
| 1975                  | Spartak Ordjonikidzé  | D2                    | 33          | 13          | 1                     | 0                     | -                              | -                              | -                              | 34    | 13    |
| Sous-total            | Sous-total            | Sous-total            | 45          | 14          | 2                     | 0                     | -                              | -                              | -                              | 47    | 14    |
| 1976                  | Lokomotiv Moscou      | D1                    | 25          | 4           | -                     | -                     | -                              | -                              | -                              | 25    | 4     |
| 1977                  | Lokomotiv Moscou      | D1                    | 22          | 4           | -                     | -                     | -                              | -                              | -                              | 22    | 4     |
| 1978                  | Lokomotiv Moscou      | D1                    | 25          | 6           | 8                     | 4                     | -                              | -                              | -                              | 33    | 10    |
| Sous-total            | Sous-total            | Sous-total            | 72          | 14          | 8                     | 4                     | -                              | -                              | -                              | 80    | 18    |
| 1979                  | Dynamo Moscou         | D1                    | 31          | 10          | 7                     | 4                     | -                              | -                              | -                              | 38    | 14    |
| 1980                  | Dynamo Moscou         | D1                    | 30          | 9           | 2                     | 0                     | C2+C3                          | 2+1                            | 1+1                            | 35    | 11    |
| 1981                  | Dynamo Moscou         | D1                    | 32          | 15          | 7                     | 2                     | -                              | -                              | -                              | 39    | 17    |
| 1982                  | Dynamo Moscou         | D1                    | 29          | 12          | 5                     | 1                     | -                              | -                              | -                              | 34    | 13    |
| 1983                  | Dynamo Moscou         | D1                    | 29          | 11          | 3                     | 1                     | -                              | -                              | -                              | 32    | 12    |
| 1984                  | Dynamo Moscou         | D1                    | 32          | 8           | 5                     | 2                     | C2                             | 3                              | 5                              | 40    | 15    |
| 1985                  | Dynamo Moscou         | D1                    | 14          | 5           | -                     | -                     | C2                             | 3                              | 0                              | 17    | 5     |
| Sous-total            | Sous-total            | Sous-total            | 197         | 70          | 29                    | 10                    | -                              | 9                              | 7                              | 235   | 87    |
| 1986                  | Dinamo Tbilissi       | D1                    | 14          | 5           | 1                     | 1                     | -                              | -                              | -                              | 15    | 6     |
| Total sur la carrière | Total sur la carrière | Total sur la carrière | 381         | 112         | 41                    | 15                    | -                              | 9                              | 7                              | 431   | 134   |

### Statistiques d'entraîneur
| Spartak Vladikavkaz | 1989             | 31 mars 1991      | 86  | 36  | 22  | 28  | 41,9 |
| Dynamo Moscou       | 1er avril 1991   | 18 septembre 1993 | 106 | 59  | 22  | 25  | 55,7 |
| Alania Vladikavkaz  | 1er janvier 1994 | 23 novembre 1999  | 215 | 103 | 45  | 67  | 47,9 |
| Dynamo Moscou       | 1er janvier 2000 | 15 avril 2001     | 40  | 17  | 9   | 14  | 42,5 |
| Russie espoirs      | 15 mai 2001      | 1er août 2002     | 4   | 3   | 1   | 0   | 75,0 |
| CSKA Moscou         | 11 novembre 2001 | 13 novembre 2003  | 69  | 41  | 13  | 15  | 59,4 |
| Russie              | 8 juillet 2002   | 25 août 2003      | 10  | 4   | 3   | 3   | 40,0 |
| CSKA Moscou         | 13 juillet 2004  | 4 décembre 2008   | 188 | 103 | 46  | 39  | 54,8 |
| Dynamo Kiev         | 26 mai 2009      | 1er octobre 2010  | 59  | 38  | 11  | 10  | 64,4 |
| Alania Vladikavkaz  | 14 novembre 2012 | 10 juin 2013      | 15  | 2   | 3   | 10  | 12,5 |
| Total               | Total            | Total             | 792 | 406 | 175 | 211 | 51,3 |

## Palmarès

### Palmarès de joueur
Union soviétique
- Médaillé de bronze aux Jeux olympiques d'été de 1980.
- Vainqueur du championnat d'Europe espoirs en 1980.

 Dynamo Moscou
- Champion d'Union soviétique en 1976.
- Vainqueur de la Coupe d'Union soviétique en 1977 et 1984.
- Vainqueur de la Supercoupe d'Union soviétique en 1977.

### Palmarès d'entraîneur
Alania Vladikavkaz
- Champion de Russie en 1995.

 CSKA Moscou
- - Vainqueur de la Coupe UEFA en 2005.
- Champion de Russie en 2003, 2005 et 2006.
- Vainqueur de la Coupe de Russie en 2002, 2005 et 2006.
- Vainqueur de la Supercoupe de Russie en 2004, 2006 et 2007.

 Dynamo Kiev
- Vainqueur de la Supercoupe d'Ukraine en 2009.

## Divers
- Gazzaev est membre de l'Ordre de l'Amitié.